# Czarna Mańka (postać)
Czarna Mańka – postać z tang apaszowskich i ballad. „Królowa przedmieścia” przedwojennych polskich miast polskich (nawet sprzed I wojny światowej). Opiewana w piosenkach, jedna z popularniejszych wersji balladowych została napisana przez łódzkiego literata Czesława Gumkowskiego w 1916 roku.
W 1893 roku w powieści „Władek” Wincentego Kosiakiewicza drukowanej w Gazecie Polskiej występuje postać czarnej Mańki.
Postać Czarnej Mańki była spopularyzowana w okresie przedstawień apaszowskich, których popularność wiązała się z tangiem apaszowskim i tangomanią w Paryżu. W 1911 roku Teatr Letni Nowości prezentował Czarną Mańkę z tańcem apaszów. A w 1918 roku do Krakowa zawitała burleska ze śpiewami pod tytułem Nora Apaszów, w której p. Olska zachwycała w roli „Czarnej Mańki” zarówno w tańcu, jak i rozpasaniu, jak i w ponurych rysach postaci. Czarna Mańka była też opiewana w piosenkach apaszowskich. Najbardziej znana wersja balladowa została napisana w roku 1916 na potrzeby sceny kabaretowej przez Czesława Gumkowskiego z muzyką Feliksa Halperna. Powstało też kilka parodiowych wersji opartych na muzyce Halperna. Wersja Gumkowskiego/Halperna znana jest z wykonań Stanisława Grzesiuka, Stanisława Wielanka, czy Macieja Maleńczuka.
Było wiele „kryminalnych Czarnych Maniek”. 19 sierpnia 1931 roku dziennik 5-rano donosił, że herszt bandy złodziejskiej letnisk podwarszawskich Maria Ozdowska zamieszkała na Krochmalnej 89, tzw. „Czarna Mańka”, została aresztowana. Bronisław Wieczorkiewicz twierdzi, że nazywała się Marianna Łaszcz i była kobietą niezwykłej urody, wzbudzającą wielkie emocje w warszawskim półświatku. Kiedy z nieznanych powodów popełniła samobójstwo, na jej pogrzeb podobno przybyły tłumy ludzi. Czarną Mańkę w swych felietonach opisywał Wiech. Zdarzało się, że określano w ten sposób pierwszą damę, żonę prezydenta Mościckiego, Marię Mościcką.

Czarna Mańka -  Legendy łódzkie mówią także o Czarnej Mańce, czarownicy potężnej, której sadybę nad stawem na Jasieni w Wólce, gdzieś w okolicach Górnego Rynku nazywano Czarnym Dworem. 